# Reginald Hoidge
Reginald Theodore Carlos Hoidge, né le 28 juillet 1894 à Toronto et mort le 1er mars 1963 à New York, est un aviateur canadien de la Première Guerre mondiale.
Il est crédité officiellement de 28 victoires.